# Carl-Benz-Stadion
El Carl-Benz-Stadion es un estadio de fútbol de Mannheim, del Distrito de Oststadt. El estadio está completamente cubierto y tiene un aforo de 27 000 localidades (de los cuales 14 000 son sentados y 16 para personas en silla de ruedas). Con luz artificial pero sin césped calefactado. El principal usuario del recinto es el SV Waldhof Mannheim, pero en la temporada de 2008 acogió los partidos de local del TSG Hoffenheim. El estadio se inauguró en 1994, se encuentra junto al Rhein-Neckar Stadium del rival local VfR Mannheim y fue obra del estudio de arquitectura de Folker Fiebiger (Kaiserslautern) y de la compañía ingeniera Fiebiger GmbH.

## Nombre del estadio
El estadio lleva el nombre del fabricante de automóviles Carl Benz que tenía su taller en Mannheim. En el curso de denominación la empresa Daimler Benz AG contribuyó con los recursos financieros para financiar la construcción. Al igual que el campo del VfB Stuttgart Gottlieb-Daimler-Stadion fueron los nombres de derechos ilimitados que se adoptaron, con el fin de imposibilitar una nueva venta del nombre del estadio.

## Eventos

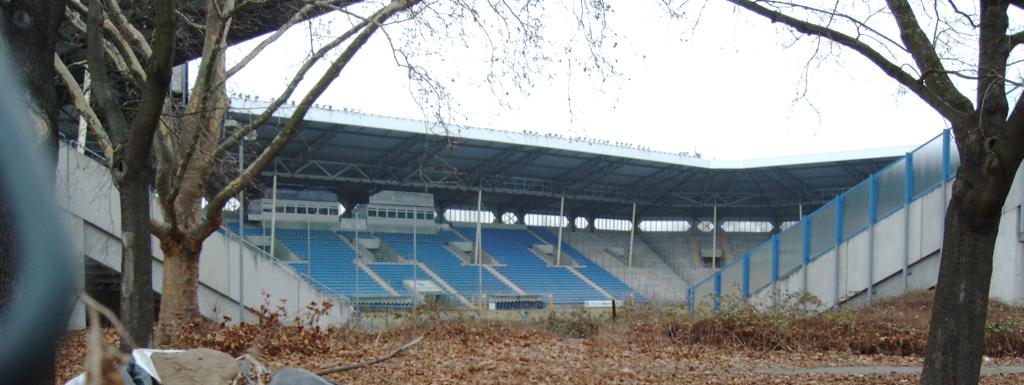
Vista desde el córner.

El Carl-Benz-Stadion se inauguró en febrero de 1994 con el encuentro de 2. Bundesliga entre el SV Waldhof Mannheim y el Hertha BSC que acabó (2:2).
Debido a las denuncias de los residentes de las zonas próximas al estadio, cada año sólo se pueden disputar 27 eventos de manera que cada temporada sólo un club puede utilizar el estadio. Los partidos en competiciones de europeas no se ven afectados por esta limitación. Este régimen especial se inició en 2001 con los residentes de acuerdo en que el SV Waldhof tuvo la oportunidad de ascender a la Bundesliga. La ciudad de Mannheim, tenía previsto que el estadio fuera siempre utilizado por el club de fútbol de mayor categoría de la ciudad. Por lo que desde el principio fue, por tanto, el SV Waldhof Mannheim.
También se celebró en el Carl-Benz-Stadion dos partidos internacionales, y una final de la Copa de la Liga de Alemania.
El equipo de la Bundesliga TSG Hoffenheim, jugará en 2008 nueve encuentros como local en el Carl-Benz-Stadion (ya que se está construyendo su nuevo estadio el Rhein-Neckar-Arena que estará completado a principios de 2009). Se han debido realizar mejoras en los marcadores, equipo de sonido, vallado y cambio del césped.